# Trigonopterus attenboroughi
Trigonopterus attenboroughi es una especie de gorgojo no volador de la familia Curculionidae que se encuentra en Indonesia.

## Etimología
La especie fue nombrada en honor del naturalista inglés Sir David Attenborough.

## Descripción
Tiene hendiduras recurrentes parecidas a las de las fresas. El cuerpo es casi ovalado. La longitud es de alrededor de 2,14-2,63 mm. Es de color herrumbrado, con la cabeza y el pronoto casi negros.

## Distribución
La especie se encontró a una altitud de 652 metros (2139 pies) en el monte Bawang en la provincia indonesia de Borneo Occidental.